# Salesforce Tower (Indianápolis)
Salesforce Tower (antiguamente conocida como Bank One Tower y concebida originalmente como American Fletcher Tower) es el rascacielos más alto de Indianápolis, Indiana, Estados Unidos. Sobrepasó a AUL Tower (en la actualidad OneAmerica Tower) de la ciudad para la distinción. Las agujas gemelas del edificio penetran 247 metros en el skyline de Indianápolis, mientras que las 49 plantas de espacio de oficinas y comercios alcanzan la azotea de 213 metros de altura. Es la sede de las operaciones de Indiana de Chase (antiguamente Bank One). Mientras que el edificio tiene dos agujas de igual altura, solo una de ellas es actualmente funcional como antena de transmisión. El otro mástil es meramente una decoración arquitectónica. Chase Tower es el 38.º edificio más alto de Estados Unidos y el 193.º edificio más alto del mundo. 
La cubierta piramidal escalonada de la torre emula el diseño del Indiana War Memorial, tres manzanas al norte. El War Memorial, a su vez, emula las descripciones del original Mausoleo. Por la altura de este edificio, su azotea fue diseñada específicamente para albergar equipamiento de telecomunicaciones, con el fin de suministrar beneficio adicional a los dueños del edificio. Durante los últimos años, dos grandes carteles han sido ocasionalmente situados fuera de las áreas de telecomunicaciones norte y sur de la azotea en apoyo de dos de las franquicias deportivas profesionales de la ciudad. Estos signos "GO PACERS" y "GO COLTS" son altamente visibles al estar en la estructura más alta de la ciudad.

## Trasfondo e historia

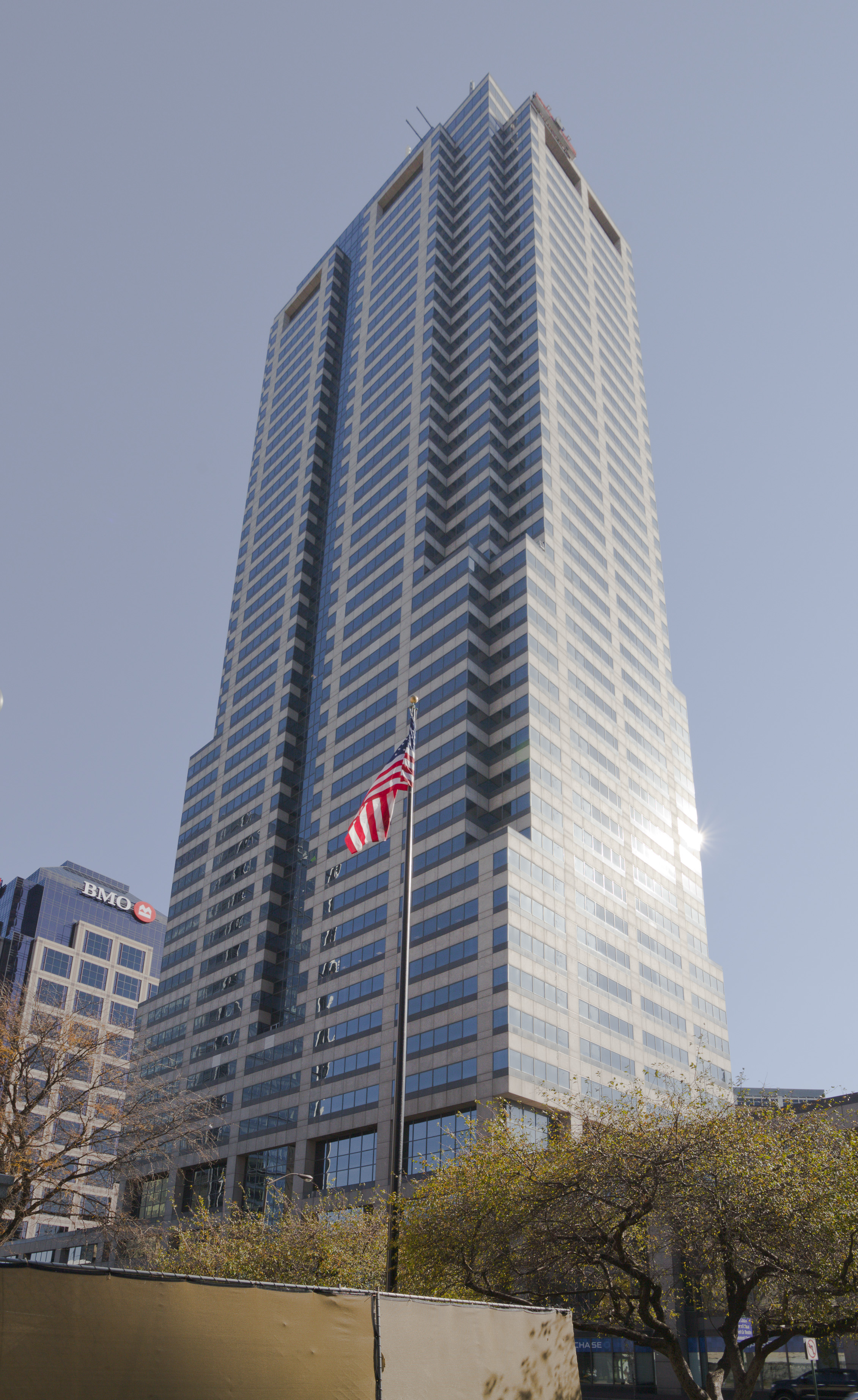
Edificio en Indianápolis

La torre fue concebida originalmente a finales de la década de 1970 por Frank E. McKinney, Jr., presidente de la American Fletcher Corporation (el holding de American Fletcher National Bank and Trust Company (AFNB), que en ese momento era la institución financiera más grande de Indiana) para permitir la consolidación y expansión de la sede de la compañía. El terreno fue lentamente reunido para el edificio, con varias estructuras predecesoras en las Calles Ohio y Pensilvania siendo demolidas en esos años y principios de la década de 1980 para despejar el camino a la que McKinney esperaba que sería pronto la torre de oficinas más alta de Indiana.
Antes de que la construcción del edificio pudiera comenzar, American Fletcher se convirtió en el primer holding bancario de Indianápolis en vender una institución financiera fuera del estado, acordando en primavera de 1986 fusionarse con Bank One Corporation, de Ohio y con un rápido crecimiento. Con la consumación de dicha fusión, Mr. McKinney fue elegido presidente de las operaciones de Indiana de Bank One y el planeamiento de la torre recuperó el impulso. La construcción comenzó en 1988 en la nuevamente designada Bank One Center Tower, que iba a ser integrado con la sede existente de AFNB en Monumento Círculo al lado de Market Street.
Esto fue hecho principalmente para asegurar la prestigiosa dirección Monument Circle para la nueva torre, que se eleva actualmente entre Ohio Street y Wabash Street (el corredor este-oeste entre Market y Ohio). Entonces, la entrada de Ohio Street a la torre es actualmente la puerta trasera del complejo con un pasillo en la seguna planta, por encima de Scioto Street (el corredor norte-sur entre Pensilvania y Meridian) para conectar el rascacielos (y su aparcamiento de coches adjunto en Pensilvania Street) a la entrada principal en el original American National Bank Building de 1960 en 111 Monument Circle.
Un pasadizo elevado separado a lo ancho de Scioto conectaba Circle Building con el adyacente Fletcher Trust Building en 10 E. Market Street, pero fue retirado posteriormente después de que el banco trasladara todas sus operaciones antiguamente situadas en esa estructura a la nueva torre. The Fletcher Trust Building fue por lo tanto vendido y ha sido renovado en un hotel Hilton Garden Inn. Banc One Corporation (posteriormente renombrada Bank One Corporation) atravesó otras importantes adquisiciones adicionales antes de que fuera comprada por J.P. Morgan Chase a principios de la década de 2000. Con la consumación de dicha fusión, la estructura de Indianápolis fue renombrada Chase Tower.